# Harold Perrineau
Harold Perrineau, Jr. (Brooklyn, Nueva York; 7 de agosto de 1963) es un actor y cantante estadounidense conocido principalmente por el personaje de Michael Dawson en la serie de televisión Lost, de la cadena ABC y por el personaje de Boyd Stevens en la serie de televisión From, de la cadena MGM+. Otros trabajos incluye su participación en el montaje de Fame. The Musical (1988). Perrineau vive con su esposa Brittany, y con su hija Aurora Robinson Perrineau.

## Filmografía
- Without Ward (2022)
- From (2022)
- The Rookie (2020)
- The Good Doctor (2019] (Temp.3, ep.17)
- Dumplin' (2018)
- I'm Not Here (2017)[1]
- Tooken (2015)
- Constantine (2014)
- Sabotage (2014)
- Znation (2014)
- Snitch (2013)
- Sons Of Anarchy (2012)
- La noche más oscura (2012)
- Seeking Justice (El pacto) (2011)
- Case 219 (2010)
- 30 Days of Night: Dark Days (2010)
- The Unusuals (2009)
- Felon (2008)
- Ball Don't Lie (2008)
- Gardens of the Night (2008)
- 28 Weeks Later (2007)
- Lost (2004-2010)
- The Matrix Revolutions (2003)
- The Matrix Reloaded (2003)
- On Line (2002)
- Prison Song (2001)
- Woman On Top (2000)
- The Best Man (1999)
- Oz (1997-2003)
- Al filo del peligro (1997)
- Romeo + Julieta (1996)
- Smoke (1995)
- I'll Fly Away (1991-1993)